# Turmhügel Perwolfing
Der Turmhügel Perwolfing ist eine abgegangene Turmhügelburg (Motte) in einem früher sumpfigen Gelände der Gemarkungen Niederrunding der Gemeinde Runding und Windischbergerdorf in der Stadt Cham im oberpfälzischen Landkreis Cham in Bayern. Die Anlage wird als Bodendenkmal unter der Aktennummer D-3-6742-0021 im Bayernatlas als „früh- und hochmittelalterliche Wüstung mit weitgehend verebnetem Turmhügel“ geführt. 

## Beschreibung
Die völlig verebnete ehemalige Burganlage ist nur noch auf Luftbildern erkennbar. Archäologische Funde weisen auf eine Erbauungszeit im 11. Jahrhundert.
Die runde Motte, die vermutlich über einen steinernen Kernbau verfügte, hatte mit dem Graben einen Durchmesser von etwa 80 Metern. Sie wird heute von der Bundesstraße 20 durchschnitten.